# سی و سومین دوره جوایز بفتا
سی و سومین دوره جوایز بفتا (به انگلیسی: 33st British Academy Film Awards) در سال ۱۹۸۰ به افتخار فیلم ۱۹۷۹ در لندن برگزار شد.

## جوایز و نامزدها
| سال       | رده                       | نام بازیگر   | نام فیلم       |                               |
| --------- | ------------------------- | ------------ | -------------- | ----------------------------- |
| ۱۹۷۹ 33rd | بهترین بازیگر نقش اول مرد |              |                |                               |
| ۱۹۷۹ 33rd | بهترین بازیگر نقش اول مرد | جک لمون      | سندروم چین     | Jack Godell                   |
| ۱۹۷۹ 33rd | بهترین بازیگر نقش اول مرد | وودی آلن     | منهتن          | Isaac Davis                   |
| ۱۹۷۹ 33rd | بهترین بازیگر نقش اول مرد | رابرت د نیرو | شکارچی گوزن    | S/Sgt. Michael "Mike" Vronsky |
| ۱۹۷۹ 33rd | بهترین بازیگر نقش اول مرد | مارتین شین   | اینک آخرالزمان | Captain اینک آخرالزمان        |

- بهترین بازیگر نقش اول زن جین فوندا
- بهترین بازیگر نقش مکمل مرد رابرت دووال
- بهترین بازیگر نقش مکمل زن ریچل رابرتس (هنرپیشه)
- بهترین کارگردان 'فرانسیس فورد کوپولا' برای فیلم اینک آخرالزمان
- بهترین فیلم منهتن
- جایزه بفتای بهترین فیلمنامه منهتن